# Macropodanthus berkeleyi
Macropodanthus berkeleyi là một loài thực vật có hoa trong họ Lan. Loài này được (Rchb.f.) Seidenf. & Garay mô tả khoa học đầu tiên năm 1988.